# Munhall
Munhall ist eine Gemeinde (Borough) im Allegheny County im US-Bundesstaat Pennsylvania am Ufer des Monongahela River. Das U.S. Census Bureau hat bei der Volkszählung 2020 eine Einwohnerzahl von 10.774 auf einer Fläche von 6,2 km² ermittelt. Sie ist Teil der Metropolregion Pittsburgh.

## Geschichte
Ein Postamt mit dem Namen Munhall wurde 1887 eingerichtet. Die Gemeinde wurde am 24. Juni 1901 aus einem Teil von Mifflin Township gebildet und nach John Munhall, dem ursprünglichen Besitzer des Grundstücks, benannt. Ein großer Teil der Homestead Works der Carnegie Steel Company war in Munhall. Im Jahr 1910, als 5185 Menschen hier lebten, wurden in Munhall ausschließlich Stahlprodukte hergestellt. Die lokale Bibliothek wurde von Andrew Carnegie gestiftet.

## Demografie
Nach einer Schätzung von 2019 leben in Munhall 11.006 Menschen. Die Bevölkerung teilt sich im selben Jahr auf in 82,5 % Weiße, 14,2 % Afroamerikaner, 1,2 % Asiaten und 2,0 % mit zwei oder mehr Ethnizitäten. Hispanics oder Latinos aller Ethnien machten 1,1 % der Bevölkerung aus. Das mittlere Haushaltseinkommen lag bei 47.649 US-Dollar und die Armutsquote bei 14,1 %.

## Persönlichkeiten
- Gabby Barrett (* 2000), Sängerin